# Alla musica
Alla musica (An die Musik nell'originale tedesco) è un Lied per voce e pianoforte composto da Franz Schubert nel marzo 1817. Il testo è stato scritto da Franz von Schober. Il numero del Lied, secondo la catalogazione di Otto Erich Deutsch per le composizioni di Schubert, è 547 o D547.

## Storia
Franz von Schober, scrittore e poeta, aveva conosciuto Schubert a Lienz nel 1815 e da allora era diventato suo grande ammiratore, sostenitore e amico; lo ospitò anche per diversi mesi quando questi si decise a lasciare la famiglia. Nel 1817 rielaborò, facendone una parafrasi, una strofa del poeta Ernst Schulze tratta dal poema Die Bezauberte Rose, realizzando così il testo di An die Musik su cui Schubert scrisse il suo lied. Il testo, un vero inno alla musica, che Schober presentò a Schubert era sereno e di grande dolcezza poetica, pefettamente adatto alla musica del compositore; nella sua linearità e semplicità è considerata una delle sue pagine più riuscite e più celebri. Il compositore dedicò il lied al pianista viennese Albert Sowinsky dieci anni dopo averlo scritto, nel 1827.

## Analisi

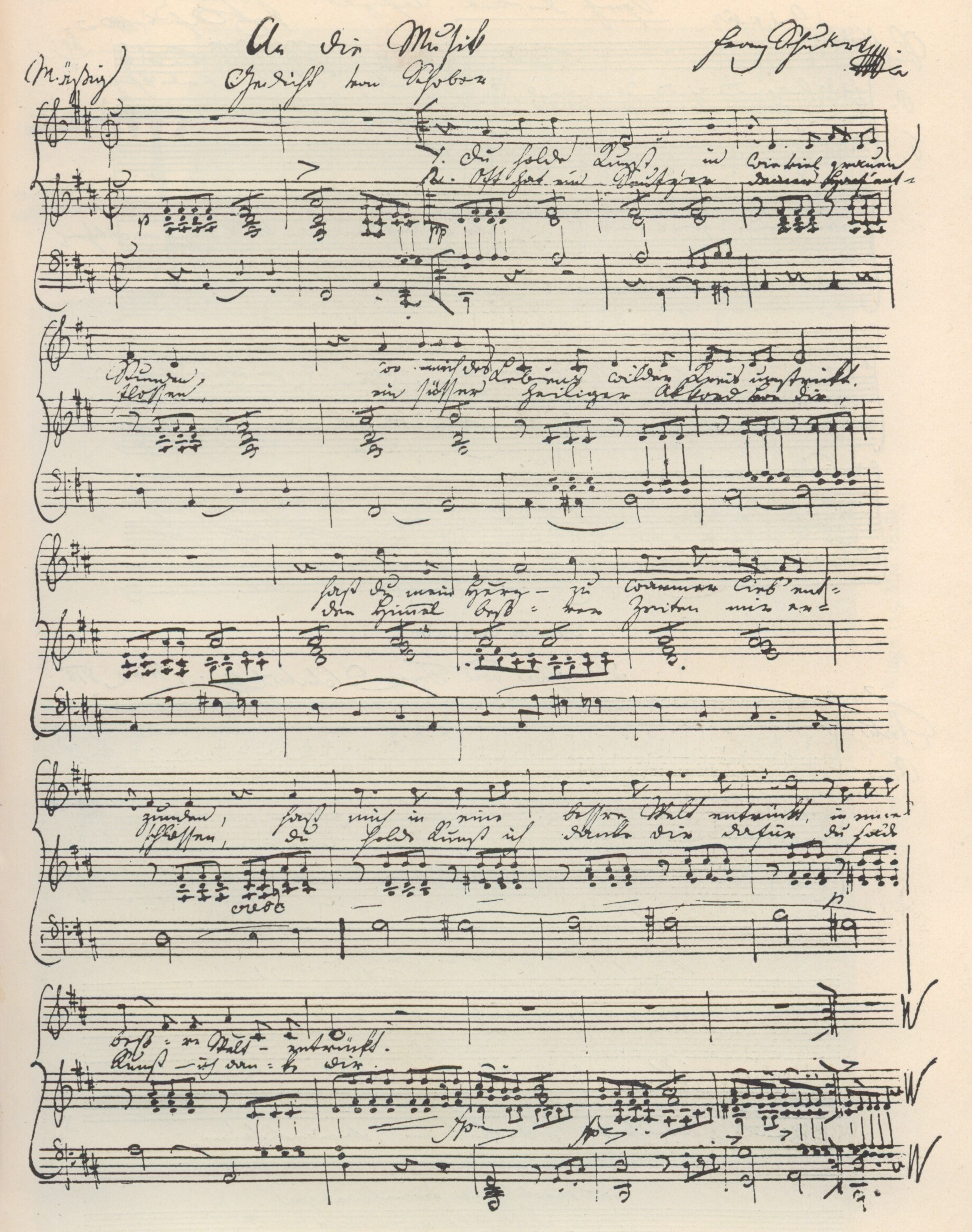
Prima pagina dell'autografo

Il lied, in Re maggiore, è costituito da due strofe; dopo un breve preludio affidato al pianoforte, la mano sinistra anticipa la melodia che viene poi proposta in modo appassionato dalla voce. Inizialmente l'espressione è più contenuta per poi aumentare nell'intensità melodica fino al postludio che porta alla conclusione strumentale.
Proprio in quanto "inno alla musica", secondo molti studiosi il lied deve essere considerato come un'epigrafe da porre davanti a tutte le composizioni schubertiane

## Testo
| Originale tedesco | Traduzione italiana |
| --- | --- |
| Du holde Kunst, in wie viel grauen Stunden, Wo mich des Lebens wilder Kreis umstrickt, Hast du mein Herz zu warmer Lieb' entzunden, Hast mich in eine beßre Welt entrückt, In eine beßre Welt entrückt! Oft hat ein Seufzer, deiner Harf' entflossen, Ein süßer, heiliger Akkord von dir Den Himmel beßrer Zeiten mir erschlossen, Du holde Kunst, ich danke dir dafür! Du holde Kunst, ich danke dir! | Arte meravigliosa, in quante ore grigie, Quando il vortice selvaggio della vita mi opprime, hai infiammato il mio cuore di caldo amore, mi hai trasportato verso un mondo migliore, trasportato verso un mondo migliore. Spesso un sospiro uscente dalla tua arpa, un tuo dolce, divino accordo, Mi ha schiuso il cielo dei tempi migliori. Arte meravigliosa te ne sono grato, Arte meravigliosa, ti ringrazio. |